# 出逢いが足りない私たち
『出逢いが足りない私たち』（であいがたりないわたしたち）は、内田春菊による日本の漫画。
実写映画化され、2013年9月14日に公開された。

## 概要
『FEEL YOUNG』（祥伝社）において、2001年から2004年まで連載された。

## 書誌情報
内田春菊 『出逢いが足りない私たち』 祥伝社〈FEELコミックス〉、全1巻
- 1巻、2001年10月6日発行、ISBN 4-39-676256-9

## 実写映画
2013年9月14日、池袋シネマロサ劇場で公開された。R18+指定。主演は嘉門洋子。
映画版では、原作で題材となった出会い系サイトを、TwitterやFacebookといったSNSに置き換えて描かれている。

### キャスト
- 嘉門洋子
- 藤田浩
- 佐倉萌
- 津田篤
- 阿部隼人
- 倉田英明
- 上田竜也
- 沖直未